# RainLoop
RainLoop est un client webmail libre pour le protocole IMAP écrit en PHP.